# Норт-Девон
Норт-Де́вон (англ. North Devon) — неметрополитенский район (англ. non-metropolitan district) английского графства Девон. Районный совет Норт-Девона находится в городе Барнстапл.
Другие города и села входящие в Норт-Девонский район: Браунтон, Фремингтон, Илфракум, Инстоу, Саут-Молтон, Линтон и Линмут.
Район был образован 1 апреля 1974 года слиянием Илфракумского и Линтонского городских округов, Барнстаплского и Саут-Молтонского сельских округов и п.г.т. Барнстапл.
Норт-Девон, как географический регион, включает в себя Норт-Девонский район и часть Торриджского района, вместе с его районным центром, Бидефордом.

## Население
Население Норт-Девона относительно стареющее. Согласно переписи 2011 года 18 % населения находится в возрасте от 0 до 15 лет, 60 % — 16-24 лет и 23 % — 65 и больше, в сравнении с 20 % по данным переписи 2001 года. Возрастное распределение по всей Англии в среднем соответственно: 19 %, 64 % и 17 %. Средняя продолжительность жизни для мужчин — 77,7 лет — близка к среднему показателю по Англии. Средняя продолжительность жизни для женщин — 83,1 года — примерно на год больше, чем средний показатель по Англии. Разница в средней продолжительности жизни между пятью наименее и пятью наиболее бедными избирательными округами — 6 лет. Этнический состав региона один из самых однородных в Англии — 95 % населения являются белыми, несмотря на то, что эта цифра и упала по сравнению с результатами переписи 2001 года, которые показывали, что белые составляют 99,0 % населения.

## Органы власти и политика
Районный совет Норт-Девона, который на данный момент состоит из 43 депутатов, избирается каждые 4 года. С первых выборов в 1973 году, и по 1987 год, совет находился под контролем независимых депутатов. После, до выборов 2007 года, следовал период Либеральных демократов, пока Консервативная партия не переняла контроль. На выборах 2011 года Консервативная партия проиграла своё большинство коалиции Либеральных демократов и независимых депутатов. По результатам выборов 2011 года состав совета таков:
| Партия | Партия                | Депутатов |
|        | Консервативная партия | 18        |
|        | Либеральные демократы | 14        |
|        | Независимые           | 11        |

## Транспорт
Район, вместе со своими соседями — Торриджем с запада и Западным Сомерсетом с востока, имеет довольно бедную транспортную систему.
После сокращений Бичинга в районе осталась одна единственная использующаяся железнодорожная ветка — ветка Тарки.
Через регион проходят три дороги категории A, главная из которых — A361 — имеет местное название Link Road (с англ. на рус.  — перемычка, хордовая дорога), и была построена между 1986 и 1989 годами. Она идет в северо-западном направлении от автомагистрали M5, через Саут-Молтон и в Барнстапл. Затем, разделяясь, одна ветвь идет на север, по старым дорогам, к Илфракуму, а вторая, более современная перемычка, слившись с А39 — на запад. Совмещенный участок А39 и А361 называется Атлантической автомагистралью и ведет в графство Корнуолл через Бидефорд. Восточная часть А39 соединяет Барнстапл с Линтоном, а затем, проходя через северные прибережные холмы Эксмура, в графство Сомерсет.
А399 — второстепенная дорога местного значения между Илфракумом и Саут-Молтоном, использующаяся, как проходящая мимо Барнстапла объездная дорога в Илфракум и Вулакум.
А377 — главная дорога между Барнстаплом и главным городом графства Девон — Эксетером.
В 2007 году была открыта Барнстаплская Западная объездная дорога, которая позволила сбросить нагрузку с Барнстапла в суточные часы пик и уменьшить постоянный мощный трафик во время туристического сезона.

## Экономика
Вследствие исторически сложившейся аграрной направленности экономики региона, многие области считаются бедными. Средний доход района составляет 73 % от среднего показателя по Великобритании.
Крупнейшие работодатели: Национальная служба здравоохранения (в основном Норт-Девонский районный госпиталь в Барнстапле), Министерство обороны (База Морской пехоты Великобритании Шивенор и Лагерь Морской пехоты Великобритании Арроманш в Инстоу) и Совет Норт-Девона.

## Барнстапл
Барнстапл располагается на берегах эстуария реки То и служит главным обслуживающим и административным центром для Совета Норт-Девона. Население общины Барнстапла — 23 710 человек, но население городской местности, которая включает в себя Стиклпат, Раундсвел и Бикингтон — 30 916 чел. Смежные территории, такие как Бишопс Тотон, Фремингтон, Лендкей и другие пригородные поселения, образуют район внутри района, известный под названием «Барнстаплская городская зона», с населением 53 514 чел.